# Contea di Bomi
La contea di Bomi è una delle 15 contee della Liberia. Il capoluogo è Tubmanburg.

## Geografia antropica

### Suddivisioni amministrative
La contea è divisa in 4 distretti:
- Dewoin
- Klay
- Senjeh
- Suehn Mecca

## Geografia fisica

### Confini
Boni è una piccola contea nel Nord-Ovest del paese e a Sud si affaccia sull'Oceano Atlantico, a Nord, invece, confina con la contea liberiana del Gbarpolu, mentre a Sud-Est con la Contea di Montserrado e a Occidente con la Contea di Grand Cape Mount.

### Morfologia
Il territorio della contea è gran parte collinare con altezze che raggiungono i 200 metri, solo nelle coste meridionali il territorio è completamente pianeggiante. La contea è attraversata da un piccolo fiume che nasce dal Monte Nimba a Nord, e sfocia nell'Oceano Atlantico creando un estuario.

### Clima
Il clima è tropicale e, di conseguenza, abbondano le frequenti precipitazioni e il caldo afoso. La particolarità del clima tropicale è che le stagioni sono due e sono dette monsoni che si suddividono in stagione fresca e calda.

## Storia
vedi: Storia della Liberia

## Popolazione

### Etnie e minoranze straniere
Molte sono le tribù con diverse etnie nel territorio, ma i più importanti sono i Krumen e i Gbandi, la restante popolazione è di origine sudanesi.

### Religione
La religione più praticata è il Cristianesimo 66% (soprattutto protestanti), l'Islamismo occupa circa il 15% della popolazione e l'Animismo il 9%.

### Lingue e dialetti
Le Lingue Kru sono molto presenti nella contea mentre l'Inglese occupa una minor parte seppure è la lingua ufficialmente riconosciuta dallo stato.

### Economia
L'attività più praticata è l'agricoltura: cocco, caffè e cacao sono le principali piantagioni; sono presenti anche piantagioni di banane e in minor parte di manioca. Dal sottosuolo si estraggono sono ferro, oro, diamanti, ematite e magnetite.